# نظام معركة عملية غصن الزيتون
هذا نظام معركة «عملية غصن الزيتون» أو «هجوم عفرين».

## تركيا وحلفائها

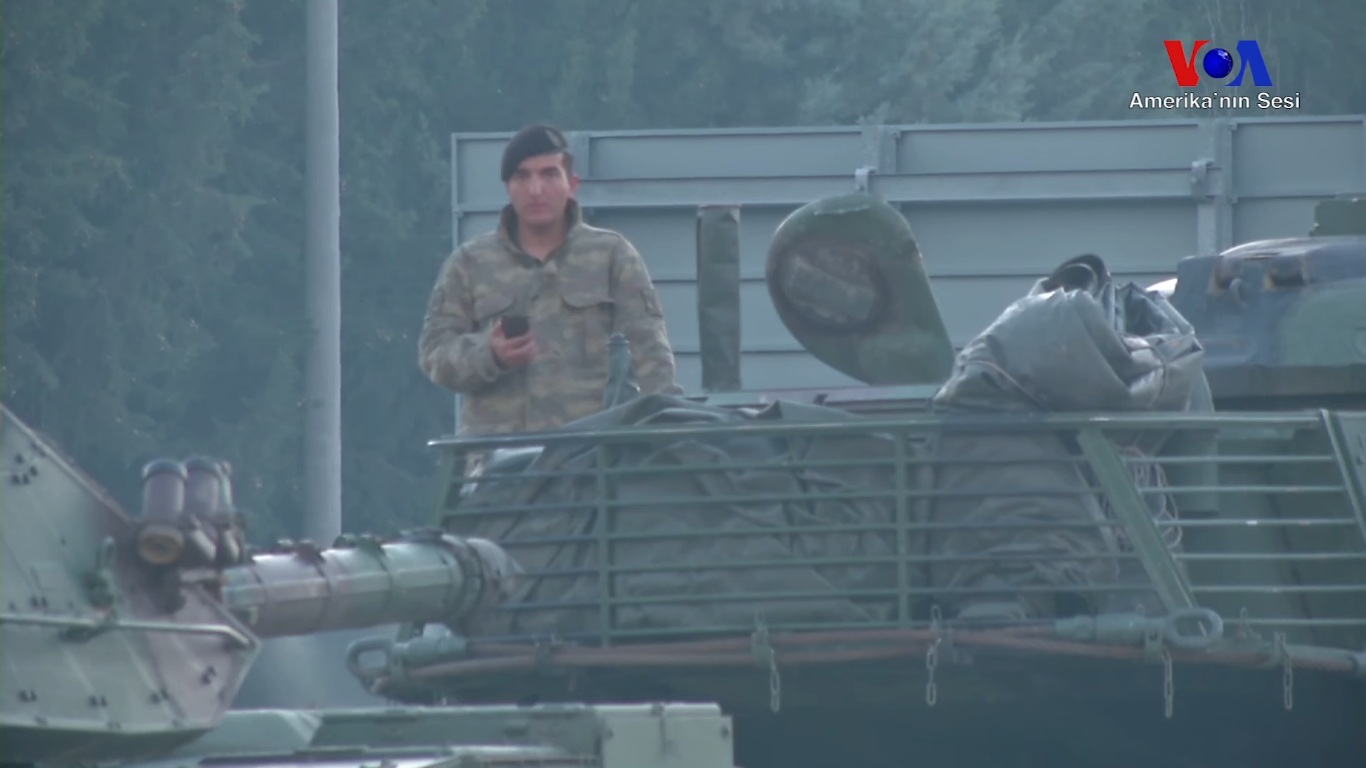
أحد أفراد لواء الكوماندو الأول أثناء عملية عملية غصن الزيتون.

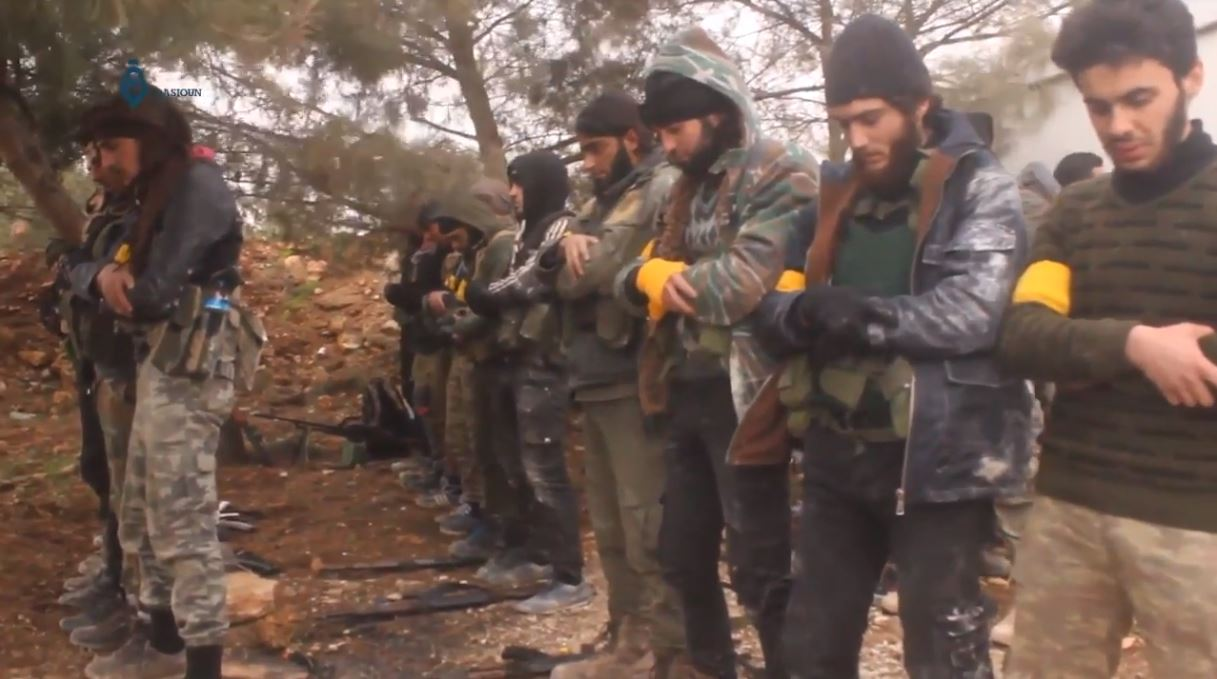
مقاتلين من الجيش السوري الحر الذي تدعمه تركيا يؤدون الصلاة في 25 يناير 2018.

تركيا
- القوات المسلحة التركية
  -  القوات البرية
    - الجيش الثاني
      - لواء الكوماندو الأول

  - القوات الخاصة[1]
  -  القوات الجوية
  - قوات الدرك[2]
  -  القوات البحرية
- جهاز الاستخبارات الوطنية[3][4]

 تنظيم الذئاب الرمادية (ادعاء المرصد السوري لحقوق الإنسان)

 كتلة عملية غصن الزيتون (الجيش السوري الحر الذي تدعمه تركيا)
- كتلة النصر
  -  جيش النخبة[1]
    -  كتيبة النخبة اليزيدية[6][7][8]

  -  فيلق الشام[9]
- الفيلق الأول
  -  لواء سمرقند[10]
  -  لواء المنتصر بالله[4]
  -  لواء السلطان محمد الفاتح[4]

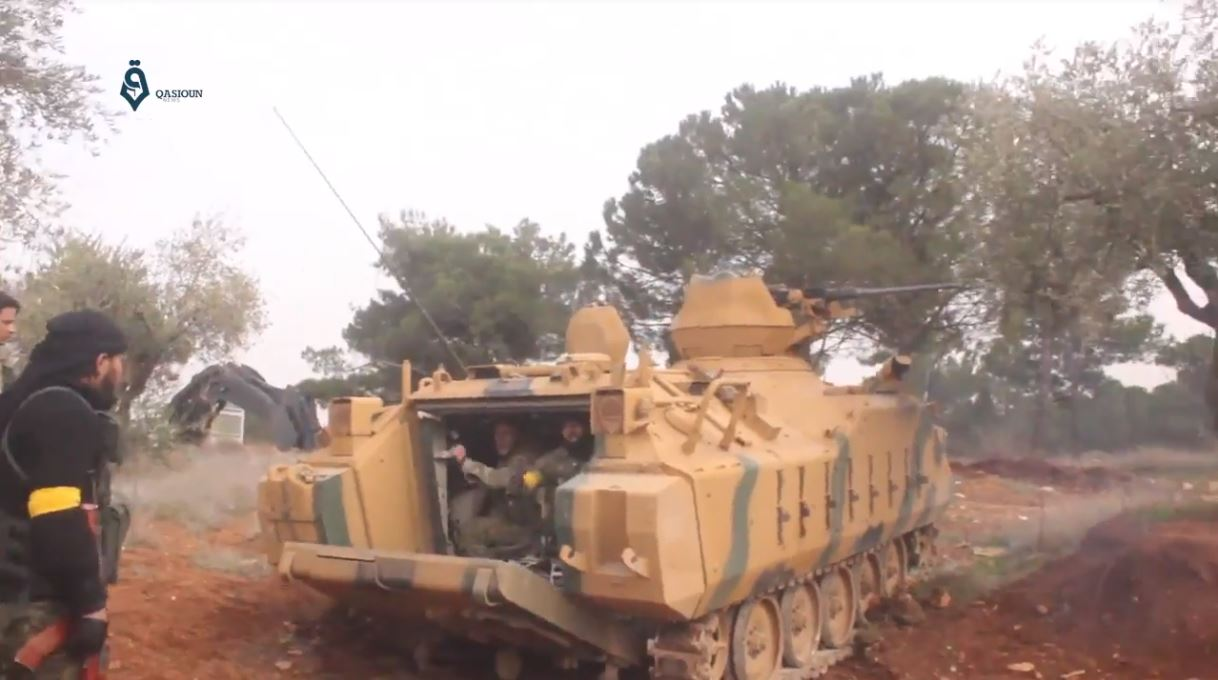
مقاتلون من الجيش السوري الحر الذي تدعمه تركيا بجانب.

- الفيلق الثاني[11]
  -  فرقة السلطان مراد[9]
  -  فرقة الحمزة[9]
  -  لواء المعتصم[9]
- الفيلق الثالث[12]
  -  الجبهة الشامية[9][9]
    -  لواء عاصفة الشمال[11]
    -  أحرار الشام[4][9]
      -  تجمع فاستقم[13][14][بحاجة لمصدر أفضل]

  - الجيش الشمالي[11]
- لواء صلاح الدين[4]
- غرفة عمليات مارع[8]
- أحرار الشرقية (فصيل أحرار الشام وجبهة النصرة سابقا)[15]
- أهل الشام[16]
- فرقة القوات الخاصة التاسعة[17]

الجبهة الجنوبية (وحدات ليست تابعة للجيش السوري الحر الذي تدعمه تركيا):
- جيش إدلب الحر
  - لواء صقور الجبل[4]
- جيش النصر[4]
- حركة نور الدين الزنكي[4][8]

## الفدرالية الديمقراطية لشمال سوريا وحلفائها

علم الفدرالية الديمقراطية لشمال سوريا.

قوات سوريا الديمقراطية
- وحدات حماية الشعب
  -  كتيبة وحدات حماية الشعب[18]
- وحدة حماية المرأة (YPJ)
- جيش الثوار[19]
  -  جبهة الأكراد[20]
- المجلس العسكري السرياني (MFS)[21]
- لواء الشمال الديمقراطي[22]

 قوات إقليم عفرين
- قوات الحماية الذاتية
- قوات الحماية المدنية[23]
- أسايش روجافا[24]

 تابور الحرية العالمي
- الحزب الشيوعي التركي (الماركسي – اللينيني)[26]
- الحزب الشيوعي التركي[26]
- حزب العمال الكردستاني
- مقاتلين من أمريكا، بريطانيا، ألمانيا
- اتحاد سنجار
  -  وحدات مقاومة سنجار[27]
  -  وحدات أيزيدخان النسائية[27]
- قوات موالية للنظام
  -  قوات الدفاع الوطني[28]
  - لواء باقر[29]